# H.D. Kloppenborg
Hans Diderik Kloppenborg (født 28. juni 1802 i Gram, død 7. september 1882 i Københoved) var en sønderjysk storbonde. Han byggede Villa Frihed og spillede en afgørende rolle for videreførslen af Danmarks første højskole, der efter krigen i 1864 blev flyttet, og siden fik navnet Askov Højskole

## Biografi
Hans Diderik Kloppenborg var søn af tingskriver i Frøs og Kalvslund herreder Jacob Kloppenborg (9. februar 1747 i Ditmarsken – 26. februar 1828) og Anna Cathrine født Otzen (8. februar 1772 – 16. april 1853), blev i en ung alder ejer af Bejstrupgård, en anselig bondegård i Københoved, og blev i slutningen af 1830'erne sognefoged. I felttoget i 1849 ydede han den danske hær, navnlig general Rye, væsentlige tjenester. Efter 1850 var han gentagne gange stændersuppleant og stadig medlem af Haderslev Amtsråd (efter 1867 kredsdag). Under et længere ophold i København i 1849 blev han stærkt påvirket af Grundtvig i kirkelig og folkelig retning, og da pastor Sveistrup i 1867 var afsat for edsnægtelse som sognepræst til Rødding og Skrave, overlod Kloppenborg ham sin store sal til gudstjeneste. Her prædikede Sveistrup og senere frimenighedspræst Cornelius Appel i mange år hver søndag for en talrig kreds af bønder, hvorved en begyndelse blev gjort til frimenighederne i Nordslesvig. Kloppenborg var en ualmindelig energisk bonde og stod i personlig yndest hos Frederik 7.
Han ægtede første gang (10. juli 1830) Cathrine Thaysen (23. marts 1803 – 21. juli 1831), anden gang (23. marts 1833) Mette Kirstine Thaysen (30. oktober 1804 – 16. maj 1878), døtre af Johan Thaysen til Toftlundgaard. Han døde 7. september 1882 og efterlod en datter, som blev gift med Jørgen Nielsen Hansen Skrumsager (født 1. september 1834), en af den nordslesvigske bondestands kraftigste og indflydelsesrigeste talsmænd.
H.D. Kloppenborgs barnebarn H.D. Kloppenborg-Skrumsager sad i den tyske Rigsdag i Berlin som folkevalgt repræsentant fra Sønderjylland i tiden før 1920.
- Bejstrupgård set fra syd 2023
- H.D. Kloppenborgs navnetræk over Villa Friheds dør
- Mindesten i Skibelund Krat
- Gravsten ved Skrave Kirke